# Mykwa w Boćkach

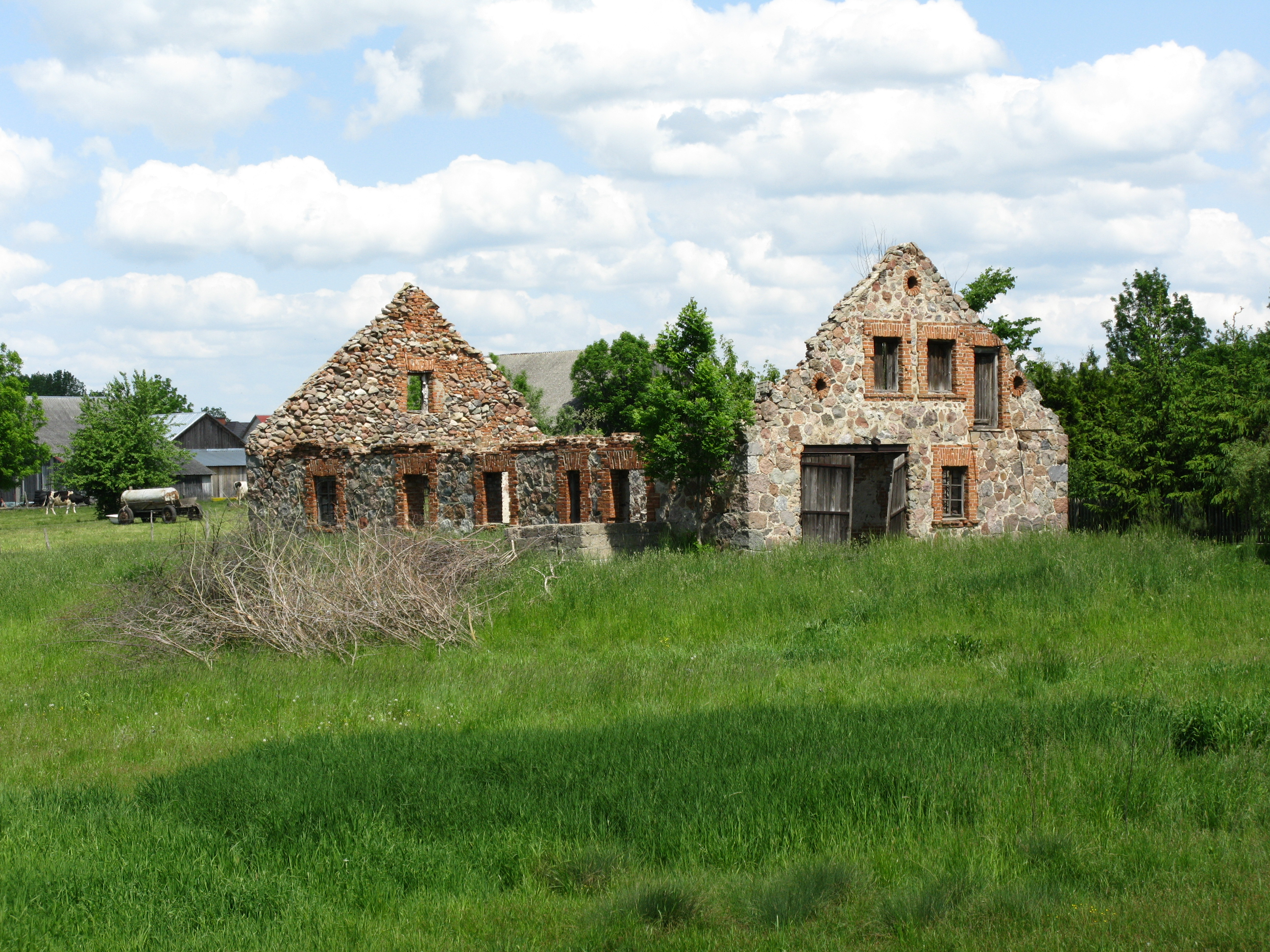
Mykwa w Boćkach

Mykwa w Boćkach – mykwa znajdująca się w miejscowości Boćki, zbudowana w I połowie XIX wieku z kamieni polnych i czerwonej cegły. Przed II wojną światową służyła nie tylko Żydom, ale też chrześcijanom. Obecnie obiekt znajduje się w rękach prywatnych i jest pozbawiony ochrony konserwatorskiej.